# Spermophagus rufipes
Spermophagus rufipes là một loài bọ cánh cứng trong họ Bruchidae. Loài này được Ter-Minassian miêu tả khoa học năm 1975.